# Wieża ciśnień w Tarnowie
Wieża ciśnień w Tarnowie – obiekt wodociągowy zlokalizowany na tarnowskim osiedlu Jasna.
Wieża wzniesiona została w 1980 r. według projektu naukowców z Politechniki Warszawskiej. Służy jako rezerwuar wody dla okolicznych osiedli mieszkaniowych oraz element stabilizujący ciśnienie w sieci wodociągowej. Jest to jedyny w Polsce obiekt tego typu używany zgodnie z przeznaczeniem – nieczynna wieża o podobnej konstrukcji znajduje się również w Ciechanowie.
Ze względu na swój kształt i wyeksponowane położenie wieża stała się jednym z bardziej charakterystycznych obiektów Tarnowa. Przez mieszkańców miasta jest nazywana „banią”.

## Informacje techniczne
- Opis: zbiornik wodny w kształcie torusa wsparty na 24 zakrzywionych słupach tworzących hiperboloidę
- Wysokość obiektu: 37 m
- Średnica zewnętrzna zbiornika: 28 m
- Średnica zbiornika w przekroju: 8 m
- Pojemność zbiornika: 3000 m³

## Galeria

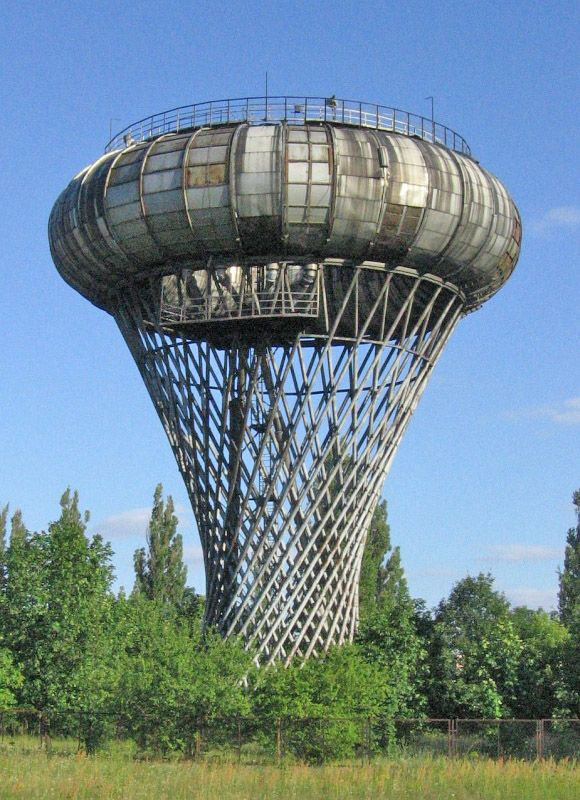
Wieża w Ciechanowie w 2006
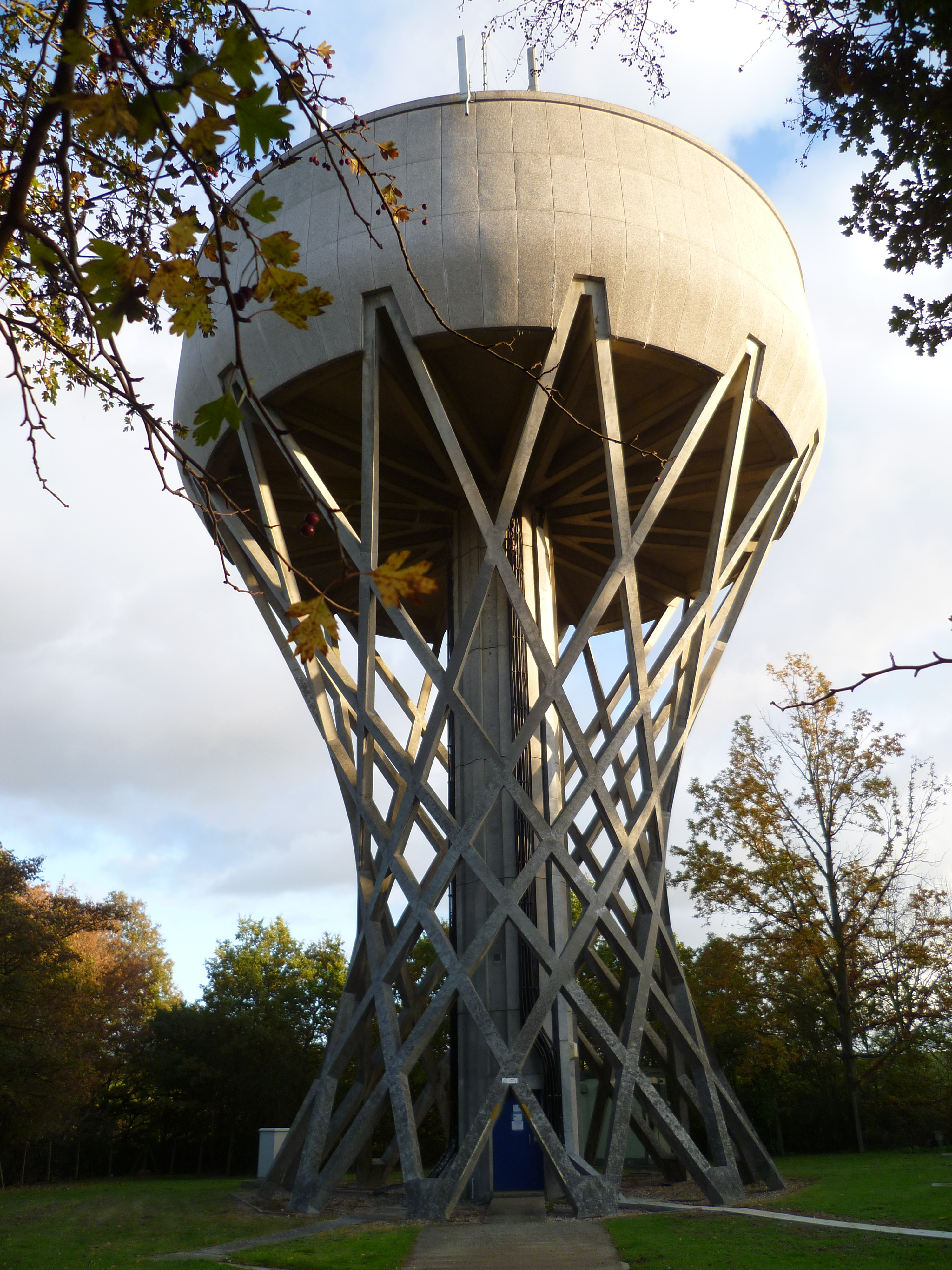
Wieża z 1964 w Cockfosters w Londynie
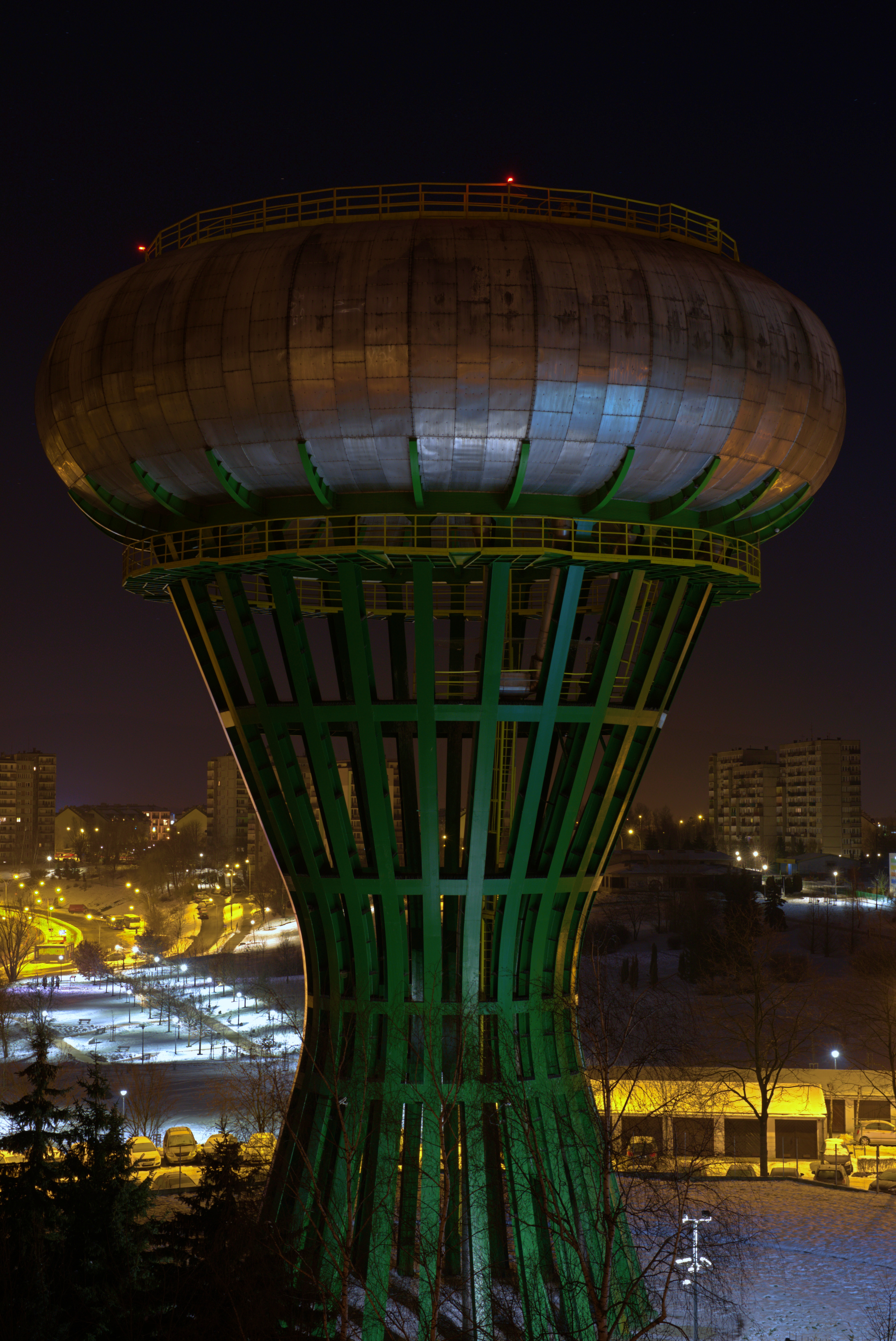
Wieża ciśnień w Tarnowie w 2022 roku